# العلاقات البريطانية الفيتنامية
العلاقات البريطانية الفيتنامية هي العلاقات الثنائية التي تجمع بين المملكة المتحدة وفيتنام.

## مقارنة بين البلدين
هذه مقارنة عامة ومرجعية للدولتين:
| وجه المقارنة                                              | المملكة المتحدة                 | فيتنام           |
| --------------------------------------------------------- | ------------------------------- | ---------------- |
| المساحة (كم2)                                             | 242.50 ألف                      | 331.69 ألف       |
| عدد السكان (نسمة)                                         | 66.02 مليون                     | 94.66 مليون      |
| الكثافة السكانية (ن./كم²)                                 | 272.25                          | 285.39           |
| العاصمة                                                   | لندن                            | هانوي            |
| اللغة الرسمية                                             | لغة إنجليزية، اللغة الويلزية    | اللغة الفيتنامية |
| العملة                                                    | جنيه إسترليني                   | دونغ فيتنامي     |
| الناتج المحلي الإجمالي (بليون دولار)                      | 2.62 تريليون                    | 234.19 مليار     |
| الناتج المحلي الإجمالي (تعادل القوة الشرائية) بليون دولار | 2.72 تريليون                    | 553.42 مليار     |
| الناتج المحلي الإجمالي الاسمي للفرد دولار أمريكي          | 43.88 ألف                       | 2.48 ألف         |
| الناتج المحلي الإجمالي للفرد دولار أمريكي                 | 40.23 ألف                       | 5.63 ألف         |
| مؤشر التنمية البشرية                                      | 0.907                           | 0.666            |
| رمز المكالمات الدولي                                      | +44                             | +84              |
| رمز الإنترنت                                              | .uk، .gb                        | .vn              |
| المنطقة الزمنية                                           | توقيت غرينيتش، توقيت غرب أوروبا | ت ع م+07:00      |

## منظمات دولية مشتركة
يشترك البلدان في عضوية مجموعة من المنظمات الدولية، منها:
| علم المنظمة | اسم المنظمة                        | تاريخ انضمام المملكة المتحدة | تاريخ انضمام فيتنام |
| ----------- | ---------------------------------- | ---------------------------- | ------------------- |
|             | بنك التنمية الآسيوي                | 1966                         | 1966                |
|             | مؤسسة التنمية الدولية              | 24 سبتمبر 1960               | 24 سبتمبر 1960      |
|             | يونسكو                             | 4 نوفمبر 1946                | 6 يوليو 1951        |
|             | وكالة ضمان الاستثمار متعدد الأطراف | 12 أبريل 1988                | 5 أكتوبر 1994       |
|             | الأمم المتحدة                      | 24 أكتوبر 1945               | 20 سبتمبر 1977      |
|             | الفريق المعني برصد الأرض           | ?                            | ?                   |
|             | الاتحاد البريدي العالمي            | ?                            | ?                   |
|             | البنك الدولي للإنشاء والتعمير      | 27 ديسمبر 1945               | 21 سبتمبر 1956      |
|             | المنظمة الهيدروغرافية الدولية      | ?                            | ?                   |
|             | الاتحاد الدولي للاتصالات           | 24 فبراير 1871               | 24 سبتمبر 1951      |
|             | منظمة حظر الأسلحة الكيميائية       | ?                            | ?                   |
|             | مؤسسة التمويل الدولية              | 20 يوليو 1956                | 4 أغسطس 1967        |
|             | منظمة التجارة العالمية             | 1995                         | 11 يناير 2007       |
|             | منظمة الشرطة الجنائية الدولية      | ?                            | ?                   |

## وصلات خارجية
- موقع وزارة الخارجية البريطانية
- موقع وزارة الخارجية الفيتنامية